# Richard Challoner
Richard Challoner (Lewes, 29 settembre 1691 – Londra, 12 gennaio 1781) è stato un vescovo cattolico, scrittore e insegnante inglese.
Venne ordinato sacerdote nel 1716 e fu vescovo titolare di Dobero e vicario apostolico del distretto di Londra. Noto principalmente per una revisione della traduzione biblica Douay Rheims, scrisse anche numerosi libri a tema religioso.

## Biografia
Nel 1705 il giovane Richard fu inviato al Collegio cattolico inglese di Douai (nelle Fiandre), dove risiedette per oltre venticinque anni. Vi fu infatti allievo ed all'età di ventuno anni vi divenne professore di retorica e di poesia. Fu ordinato sacerdote nel 1716.
Nel 1719 ricevette il baccalaureato in teologia presso l'Università di Douai e vi divenne professore di filosofia, carica che tenne per otto anni. Nel 1720 divenne vicepresidente dell'Università e nel contempo ebbe anche la cattedra di teologia, materia della quale ottenne il dottorato nel 1727.
Tornò in Inghilterra nel 1730. Nel 1739 ricevette la nomina di vescovo titolare di Dobero e nel 1741 fu consacrato vescovo in una cappella privata di Hammersmith, Londra. Nel 1758 fu nominato vicario apostolico del Distretto di Londra.
Inizialmente sepolto a Milton, nel Berkshire, nel 1946 la sua salma venne traslata nella cattedrale di Westminster.

## Genealogia episcopale e successione apostolica
La genealogia episcopale è:
- Arcivescovo Dominic Maguire, O.P.
- Cardinale Ferdinando d'Adda
- Vescovo Bonaventure Giffard
- Vescovo Benjamin Petre, O.S.B.
- Vescovo Richard Challoner

La successione apostolica è:
- Vescovo James Robert Talbot (1759)
- Vescovo William Maire (1768)